# Saline di Trapani
Saline di Trapani este o arie protejată (arie specială de conservare — SAC, sit de importanță comunitară — SCI) din Italia întinsă pe o suprafață de 1.007 ha, din care 1 % marine.

## Localizare
Centrul sitului Saline di Trapani este situat la coordonatele 37°58′57″N 12°29′58″E / 37.9825°N 12.499444°E.

## Înființare
Situl Saline di Trapani a fost declarat sit de importanță comunitară în septembrie 1995 pentru a proteja 80 de specii de animale. Situl a fost protejat și ca arie specială de conservare în martie 2017.

## Biodiversitate
Situată în ecoregiunea mediteraneană, aria protejată conține 11 habitate naturale: Pseudostepă cu ierburi și specii anuale de Thero-Brachypodietea, Dune mobile de-a lungul țărmului cu Ammophila arenaria („dune albe”), Dune cu vegetație ierboasă Brachypodietalia cu specii anuale, Estuare, Faleze cu vegetație de Limonium spp. endemic de pe coastele mediteraneene, Lagune de coastă, Vegetație anuală la limita mareei, Tufărișuri halofile mediteraneene și termo-atlantice (Sarcocornetea fruticosi), Salicornia și alte specii anuale care populează regiunile mlăștinoase și nisipoase, Pășuni mediteraneene udate de apa mării (Juncetalia maritimi), Stepe sărăturate mediteraneene (Limonietalia).
La baza desemnării sitului se află mai multe specii protejate:
- păsări (79): privighetoare-de-baltă (Acrocephalus melanopogon), ciocârlie-de-câmp (Alauda arvensis), pescăruș albastru (Alcedo atthis), rață sulițar (Anas acuta), fâsă-de-câmp (Anthus campestris), egretă mare (Ardea alba), stârc roșu (Ardea purpurea), stârc galben (Ardeola ralloides), ciuf de câmp (Asio flammeus), rață roșie (Aythya nyroca), buhai de baltă (Botaurus stellaris), ciocârlie-cu-degete-scurte (Calandrella brachydactyla), fugaci de țărm (Calidris alpina), Calidris canutus, bătăuș (Calidris pugnax), caprimulg (Caprimulgus europaeus), prundăraș de sărătură (Charadrius alexandrinus), chirichița cu obraz alb (Chlidonias hybrida), chirighiță neagră (Chlidonias niger), barză albă (Ciconia ciconia), șerpar (Circaetus gallicus), erete de stuf (Circus aeruginosus), erete vânăt (Circus cyaneus), erete alb (Circus macrourus), erete cenușiu (Circus pygargus), acvilă-țipătoare-mică (Clanga pomarina), prepeliță (Coturnix coturnix), gușă vânătă (Cyanecula svecica), egretă mică (Egretta garzetta), șoim călător (Falco peregrinus), vânturel roșu (Falco tinnunculus), vânturel de seară (Falco vespertinus), muscar-gulerat (Ficedula albicollis), papagal de mare (Fratercula arctica), pescăriță râzătoare (Gelochelidon nilotica), ciovlica roșcată (Glareola pratincola), cocor (Grus grus), piciorong (Himantopus himantopus), rândunică (Hirundo rustica), Hydrocoloeus minutus, pescăriță mare (Hydroprogne caspia), stârc pitic (Ixobrychus minutus), sfrâncioc roșiatic (Lanius collurio), sfrâncioc cu cap roșu (Lanius senator), Larus genei, pescăruș-cu-cap-negru (Larus melanocephalus), sitar de mal nordic (Limosa lapponica), sitar de mâl (Limosa limosa), becațină mică (Lymnocryptes minimus), rață pestriță (Mareca strepera), ciocârlie de bărăgan (Melanocorypha calandra), prigoare (Merops apiaster), gaia neagră (Milvus migrans), muscar sur (Muscicapa striata), vultur egiptean (Neophron percnopterus), rață cu ciuf (Netta rufina), Numenius arquata arquata, stârc de noapte (Nycticorax nycticorax), pietrar mediteranean (Oenanthe hispanica), vultur pescar (Pandion haliaetus), viespar (Pernis apivorus), Phalacrocorax carbo sinensis, Phoenicopterus ruber, lopătar (Platalea leucorodia), țigănuș (Plegadis falcinellus), ploier auriu (Pluvialis apricaria), cresteț pestriț (Porzana porzana), ciocântors (Recurvirostra avosetta), lăstun de mal (Riparia riparia), mărăcinar negru (Saxicola torquatus), rață cârâitoare (Spatula querquedula), chiră de baltă (Sterna hirundo), chiră mică (Sternula albifrons), turturică (Streptopelia turtur), silvie de tufiș (Sylvia undata), chiră de mare (Thalasseus sandvicensis), fluierar de mlaștină (Tringa glareola), fluierarul cu picioare roșii (Tringa totanus), Zapornia parva
- pești (1): Aphanius fasciatus

Pe lângă speciile protejate, pe teritoriul sitului au mai fost identificate 15 specii de plante, 2 specii de mamifere, 12 specii de nevertebrate, 2 specii de pești, 1 specie de reptile.